# Niedźwiedzice

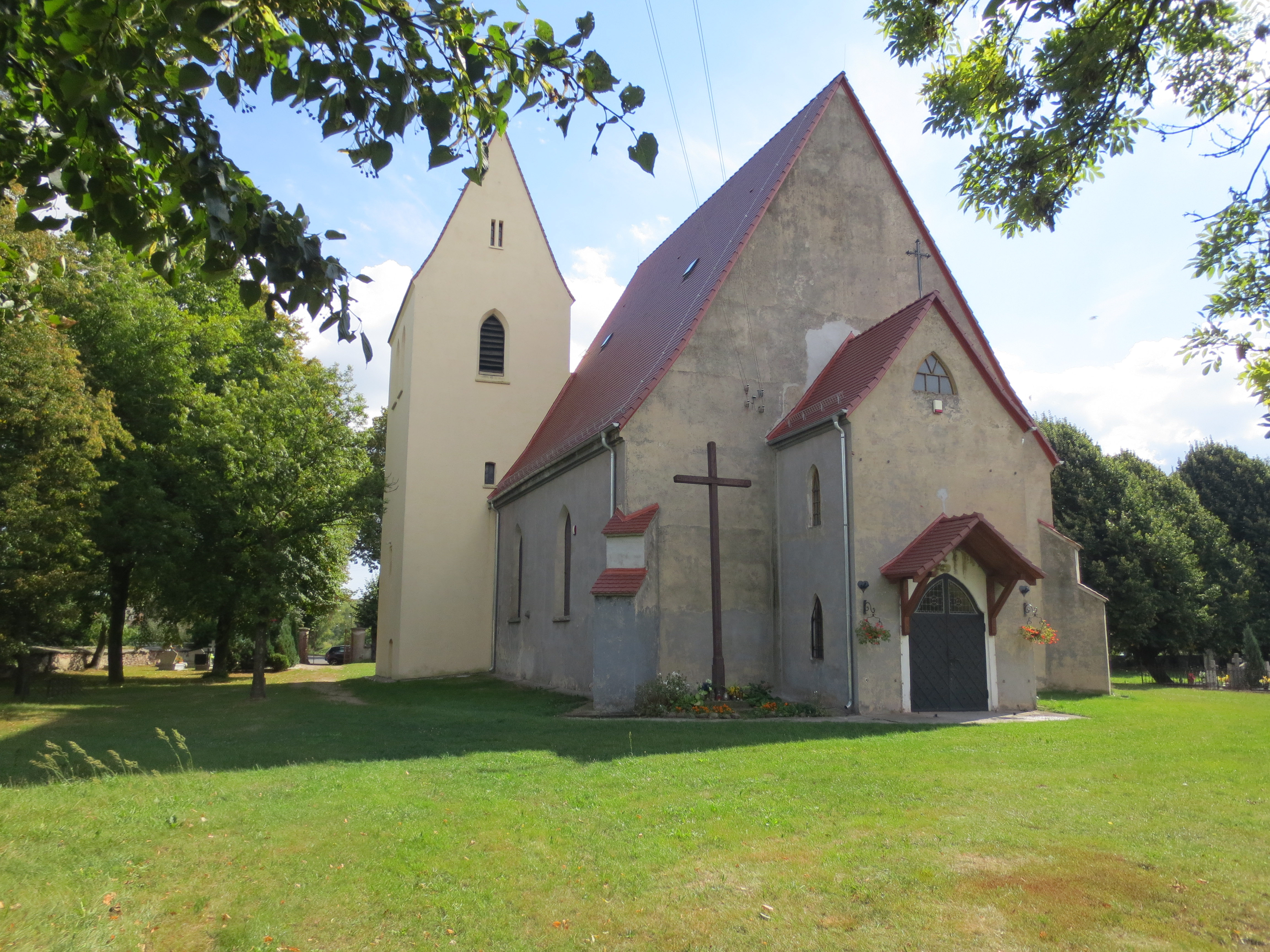
Die Bärsdorfer Kirche 2013

Niedźwiedzice (bis 1945: Bärsdorf-Trach, davor Bärsdorf) ist ein Dorf in der Gmina Chojnów im Powiat Legnicki in Niederschlesien. Es liegt wenige Kilometer östlich von Chojnów (Haynau) und nordwestlich von Legnica (Liegnitz).

## Geographie

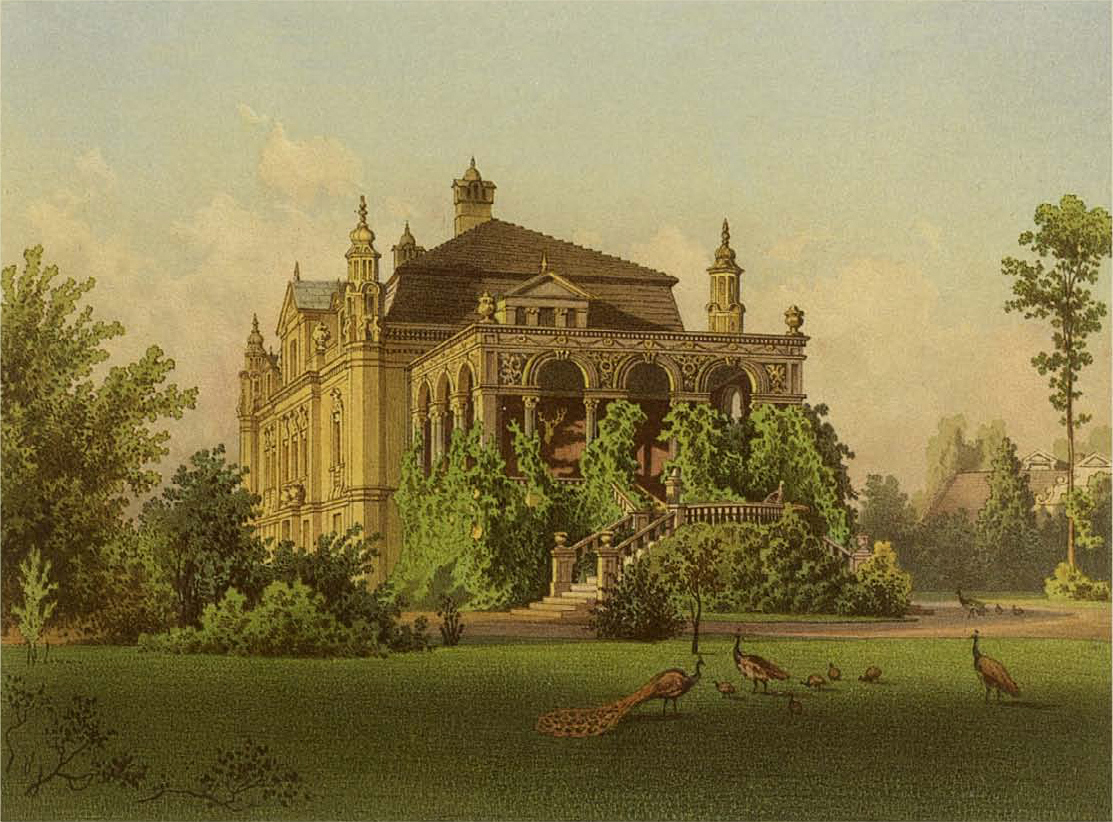
Rittergut Bärsdorf um 1873/74, Sammlung Duncker

Das Dorf ist ein Straßendorf, das an der Skora (Schnelle Deichsa) verläuft. Der Fluss ist querbar durch einige Brücken, aber auch durch zwei alte Furten.

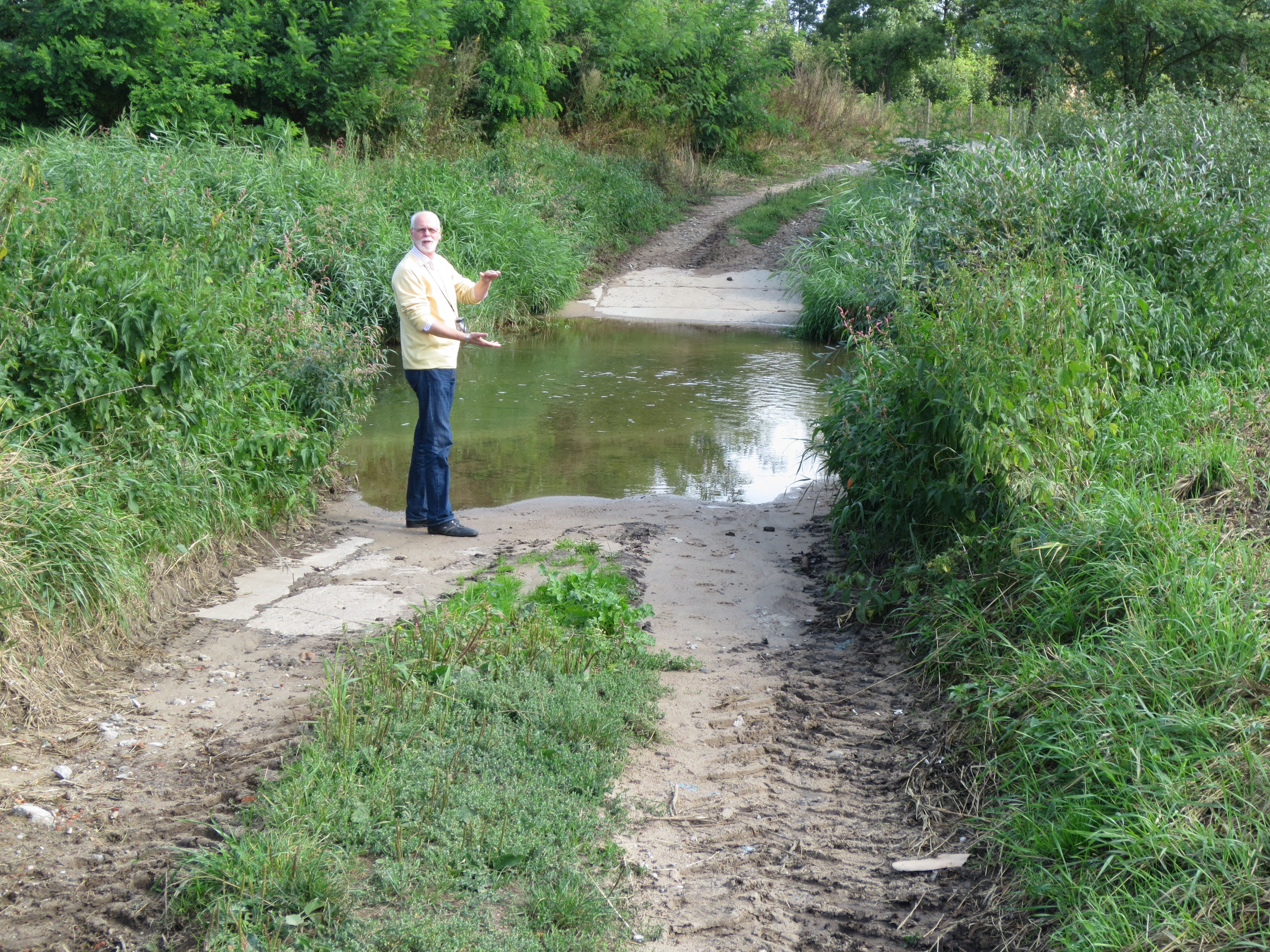
Furt 1
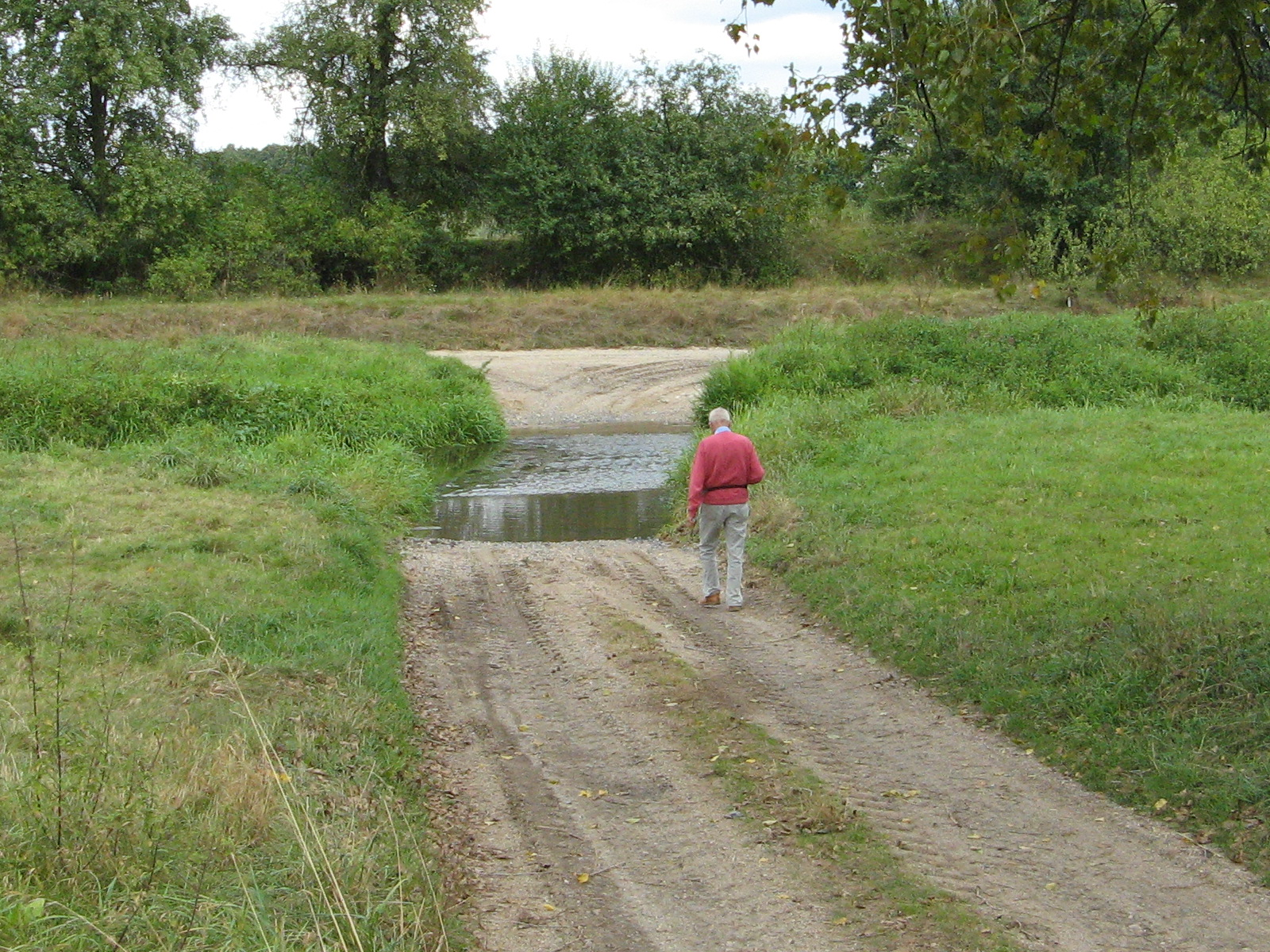
Furt 2